# Кербак
Керба́к (фр. Kerbach) — коммуна на северо-востоке Франции, регион Эльзас — Шампань — Арденны — Лотарингия департамент Мозель, округ Форбак — Буле-Мозель кантон Стирен-Вандель.

## Географическое положение
Кербак расположен в 340 км к востоку от Парижа и в 60 км к востоку от Меца.

## История
- Входил в графство Форбак.
- С XIII века на месте Кербака находилась деревня Бислингер, разрушенная в 16 веке.

## Демография
По переписи 2011 года в коммуне проживало 1 193 человека.

## Достопримечательности
- Церковь Сен-Реми (1735).